# インクルーシブ社会
インクルーシブ社会（インクルーシブしゃかい）とは、社会を構成するすべての人は、多様な属性やニーズを持っていることを前提として、性別や人種、民族や国籍、出身地や 社会的地位、障害の有無など、その持っている属性によって排除されることなく、誰もが構成員の一員として分け隔てられることなく、地域であたりまえに存在し、生活することができる社会をいう。インクルージョン、社会的包摂、包容ともいう。

## 概要
2006年12月、国連総会において、あらゆる障害者の権利と尊厳を保障する ことを内容とする障害者の権利に関する条約が採択された（日本は2014年１月批准）。同条約は、「私たち抜きに私たちのことを決めないで（Nothing About Us, Without Us.）」というスローガンのもと、多くの障害当事者が条約制定過程に直接かかわり、成立したことが大きな特徴である。インクルーシブ社会（インクルージョン）は、同条約の基本理念のひとつとしてあげられている（第3条c項）。ただし、インクルージョンを定義する法的規定は、同条約及び日本の 国内法を通じていまだ存在しない。
さらに、インクルージョンは、2015年9月に国際連合で採択された国際基準である「持続可能な開発目標（SDGs）」を発表した「我々の世界を変革する：持続可能な開発のための2030アジェンダ」の本文で、40回出てくるキーワードでもある。このように、インクルーシブ社会（インクルージョン）は、めざすべき社会のあり方を示す国際的な指針といえる。

## 背景
障害者は、教育、生活、労働、政治参加など、あらゆる生活場面で障害の ない者と異なる取扱いを受けることが多く、とりわけ生活の場所においては、施設や病院などの地域社会から隔離された環境での生活を送らざるをえない者も数多く存在する。このように障害者を社会から分離、排除している（exclusive）現状を社会全体が克服し、障害者が障害のない人と平等に、自分の住みたい 地域・社会で一緒に暮らし、同じ職場で働き、同じ学校で学ぶ権利を保障 された社会をインクルーシブ社会という。インクルーシブ社会の実現は、 世界の障害当事者の長年の獲得目標であった。 
インクルーシブ社会は、単に障害のある者とない者とが、単に同じ空間を 共有できるようにするだけでは足りない。障害のない者の生活、コミュニティ、社会等の環境を変えることなく、ただ障害者を受け入れるだけの状態は「統合（integration）」と言われる。インクルーシブ社会は、すべての障害者が、ありのままの状態で社会に存在することができる社会である。その実現のために必要であれば、障害のない者の生活、コミュニティ、慣習、文化等の社会のありようの方を変容させることを志向する。
インクルーシブという表現が国際社会において公的に初めて用いられたのは、1994年にユネスコとスペインの共催で開催された「特別な教育的ニーズ 世界会議」の「サマランカ宣言」であると言われている。インクルーシブの用語は、「インクルーシブ教育」のように主として教育分野において先行して 使用されてきた。インクルーシブは教育でのみ求められるものではなく、むしろインクルーシブ教育の目的が、インクルーシブ社会の実現である。